# 皮なめしのシモン

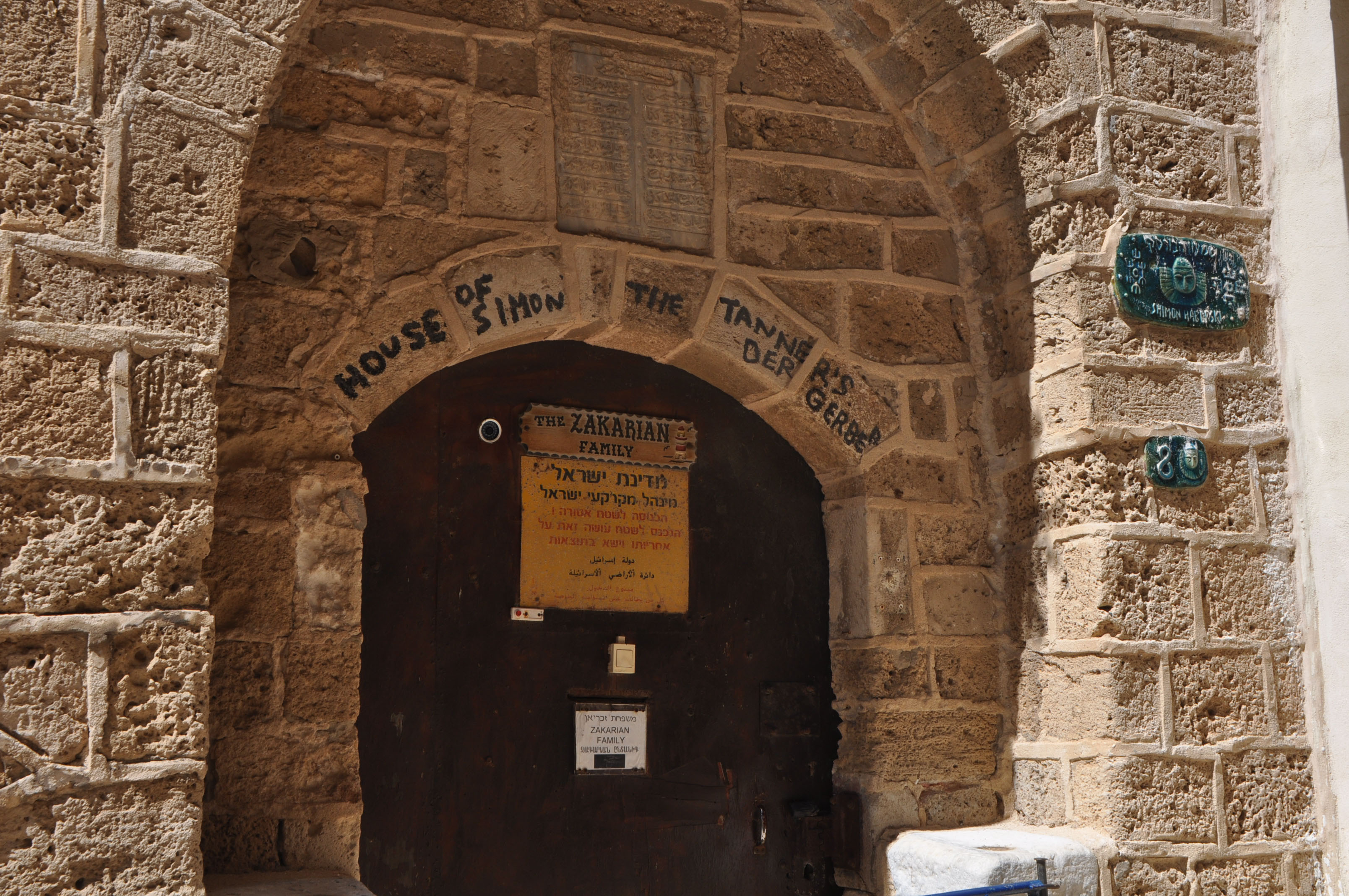
ヤッファ旧市街にある皮なめしのシモンの家の入口

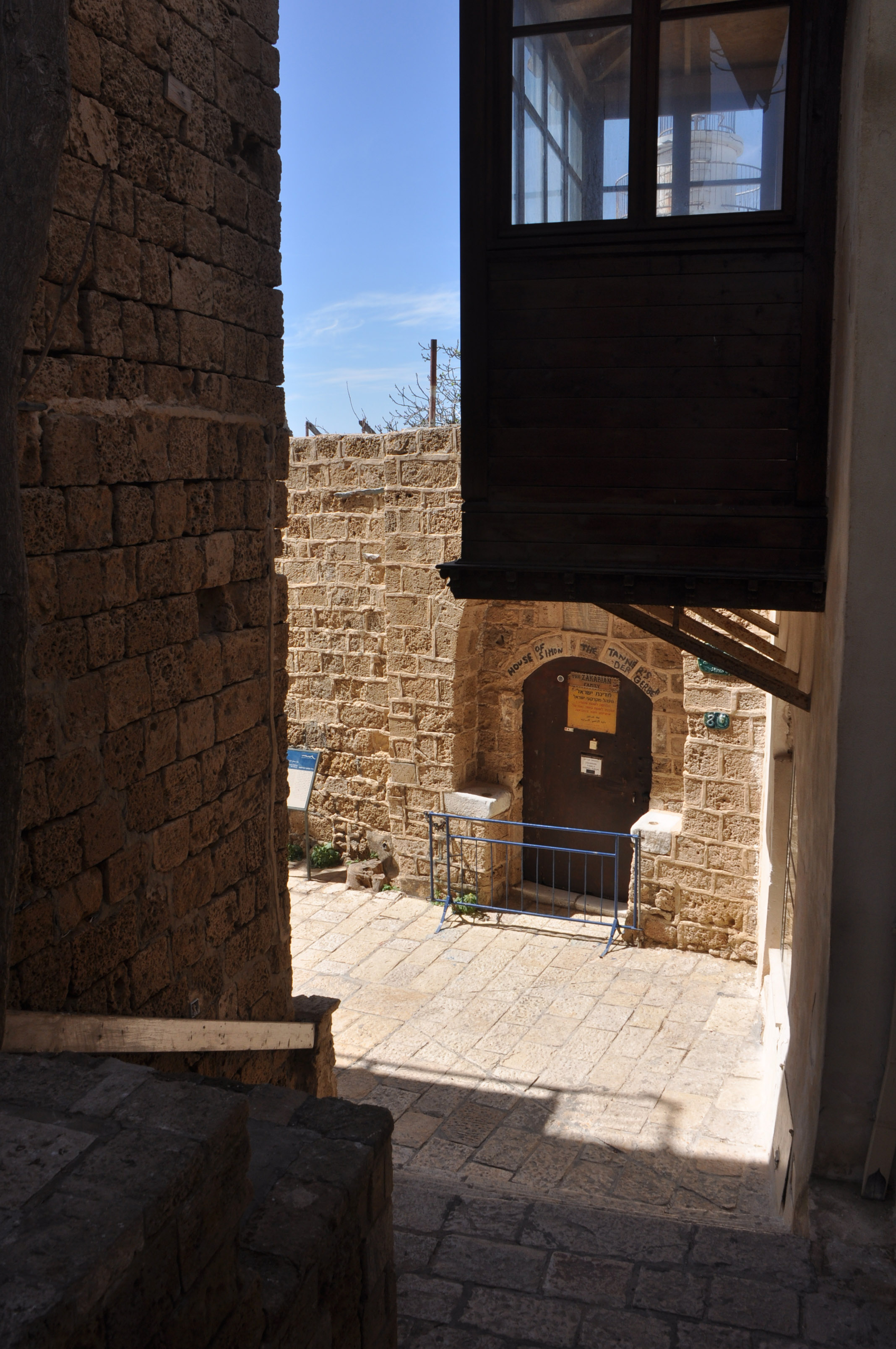
ヤッファの旧市街で。正面に皮なめしのシモンの家

皮なめしのシモン（かわなめしのシモン、英語: Simon the Tanner）は新約聖書の使徒言行録（使徒行伝）に言及されているヤッフォに住む皮なめし職人で、イエスの死後彼の教えを伝えるのに中心となったペテロが彼の家に滞在したので、イエスの教えがユダヤ人にも異邦人にも伝えられただけでなく、職業の卑賎を問わず伝えられたことの例証とされる。なお「皮なめしのシモン (コプト正教会)」（Simon the Tanner (Coptic Church)）はコプト正教会の聖人で、別人である。

## 新約聖書での言及
皮なめしのシモンは新約聖書の使徒言行録（使徒行伝）第9章、10章で3回言及されている。
1回目は、第9章でサウロ（パウロ）が彼の回心があったばかりで、ペテロの言行が中心で展開され、9:36 ヤッファで亡くなったタビタの家族に呼ばれて、ペテロが「タビタ、起きなさい。」というとタビタが生き返った話のあと、
9:43 ペトロはしばらくの間、ヤッフォで皮なめし職人のシモンという人の家に滞在した。（新共同訳聖書）
とある。
2回目は、第10章1節で、カイサリアに住む百人隊長のコルネリウスが天使から、
10:5 「今、ヤッフォへ人を送って、ペトロと呼ばれるシモンを招きなさい。 10:6 その人は、皮なめし職人シモンという人の客になっている。」（新共同訳聖書）
と言われて、兵士にペテロを招くように命令する。
3回目は、第10章9節で、ペテロはヤッフォで清くない者も招くように幻を見てから、ヤッフォを発ち、カイサリアへ出かけてコルネリウスに会い、彼がイエスの教えを受け入れるようにする。ペテロがなぜ自分を呼んだか聞いたところ、コルネリウスは天使が、
10:31 「コルネリウス、あなたの祈りは聞き入れられた。あなたの施しは神の前で覚えられた。10:32 ヤッファに人を送って、ペトロと呼ばれるシモンを招きなさい。その人は、海岸にある皮なめしの職人シモンの家に泊まっている。」（新共同訳聖書）
といったと、答えている。

## 皮なめしの職業
イエス自身はローマ帝国の手先としてユダヤ人に嫌われている徴税人のマタイを重要な弟子のひとりとしている。
皮なめしの職業は、動物を毛や皮を薬品などを使い剥ぐので、当時もつらい仕事で、様々な禁止事項があるユダヤ人社会では特に卑しい仕事とされていた。そうしたシモンの家にイエスの教えを伝える中心になっていたペテロが滞在したことは、イエスの教えが職業の卑賎を問わず伝えられていく過程を表すものとして、理解されている。　

## テルアビブ・ヤッフォ市
新約聖書時代のヤッフォは、その後隣に最近できたテルアビブがイスラエルの最大都市になった現在はテルアビブ・ヤッフォ市として組み入れられており、そのヤッフォには「皮なめしシモンの家」と伝えられる家が存在する。